# Parachute (gruppo musicale)
I Parachute sono un gruppo musicale statunitense formatosi nel 2006 a Charlottesville, Virginia. Dopo aver pubblicato tre EP sotto il nome di Sparkly's Flaw, nel 2008 cambiano il loro nome in Parachute e firmano per la Mercury Records, con cui pubblicano il loro album di debutto Losing Sleep, uscito nel 2009.

## Formazione

### Formazione attuale
- Will Anderson – voce, chitarra, piano
- Nate McFarland – chitarra, cori
- Alex Hargrave – basso
- Kit French – sassofono, tastiera, cori
- Johnny Stubblefield – batteria, percussioni

### Ex componenti
- Dave Glover – chitarra
- Peter De Jong – chitarra
- Eric Prum – piano

## Discografia

### Album in studio
| Anno | Titolo         | Classifiche | Classifiche | Classifiche |
| Anno | Titolo         | US          | US Dig      | US Rock     |
| ---- | -------------- | ----------- | ----------- | ----------- |
| 2009 | Losing Sleep   | 40          | 2           | —           |
| 2012 | The Way It Was | 19          | 4           | 7           |
| 2013 | Overnight      | 15          | 7           | —           |
| 2016 | Wide Awake     | 48          | —           | —           |

### EP
- 2002 – Live from the Recording Studio
- 2005 – One Small Step
- 2007 – Sparky's Flaw
- 2009 – Winterlove
- 2014 – Live From Minneapolis

### Singoli
| Anno | Titolo                  | Classifiche | Classifiche  | Album di provenienza |
| Anno | Titolo                  | US          | US Adult Pop | Album di provenienza |
| ---- | ----------------------- | ----------- | ------------ | -------------------- |
| 2009 | She Is Love             | 66          | 14           | Losing Sleep         |
| 2009 | Under Control           | —           | 27           | Losing Sleep         |
| 2011 | Something to Believe In | —           | 14           | The Way It Was       |
| 2011 | Kiss Me Slowly          | 111         | 20           | The Way It Was       |
| 2011 | You and Me              | —           | —            | The Way It Was       |
| 2011 | What I Know             | —           | —            | The Way It Was       |
| 2013 | Hearts Go Crazy         | —           | —            | Overnight            |
| 2013 | Can't Help              | —           | 26           | Overnight            |
| 2016 | Without You             | —           | —            | Wide Awake           |
| 2016 | What Side of Love       | —           | —            | Wide Awake           |